# 林文平
林文平（1969年—），臺語文學家。自幼生長於高雄六龜，曾擔任臺語雜誌《掖種》主編，曾任教職，現已退休。擅長以臺語文創作新詩與散文；曾大量發表臺灣地誌詩，作品呈現強烈的歷史人文關懷，頗獲回響。近期著力於台語二行詩創作，著作有臺語有聲詩集《黑松汽水》、《時間芳味》、《用美濃寫的一首詩》及《詩--北緯23°&東經121°》(詩:林文平 圖：侯國鈞），編有《臺灣歇後語典》。榮獲海翁文學獎、教育部文藝創作獎新詩首獎、教育部閩客文學獎、教育部推展母語傑出貢獻獎等殊榮。

## 著作
- 臺灣歇後語典，2000，ISBN：9570302682
- 黑松汽水，2001，ISBN：9789573015307
- 時間芳味，2006，ISBN：9789573015352
- 用美濃寫的一首詩，2012，ISBN 986-85352-9-9
- 廿詩--北緯23°&東經121°(詩:林文平 圖：侯國鈞），2020，ISBN978-957-43-7583-7

## 資料來源
1. ↑   (PDF).   [2023-03-20]. （原始内容存档 (PDF)于2023-03-20）.

- 《流.土地.戀：2009臺語文學選》2010，臺南市：開朗雜誌

## 外部連結
- 下港的風‧詩響起 （页面存档备份，存于）